# Зимовий чемпіонат СРСР з метань 1990

## Медалісти

### Чоловіки
| Дисципліна     | Золото                         | Золото | Срібло                     | Срібло | Бронза                             | Бронза |
| -------------- | ------------------------------ | ------ | -------------------------- | ------ | ---------------------------------- | ------ |
| Метання диска  | Вацловас Кідікас Литовська РСР | 64,38  | Євген Карпов Москва        | 60,28  | Сергій Ляхов Москва                | 60,02  |
| Метання молота | Ігор Астапкович Білоруська РСР | 80,34  | Василь Сидоренко РРФСР     | 79,70  | Андрій Абдувалієв Таджицька РСР    | 77,80  |
| Метання списа  | Андрій Мазніченко УРСР Київ    | 82,78  | Віктор Зайцев Узбецька РСР | 81,78  | Володимир Сасімович Білоруська РСР | 79,74  |

### Жінки
| Дисципліна     | Золото                                  | Золото | Срібло                          | Срібло | Бронза                           | Бронза |
| -------------- | --------------------------------------- | ------ | ------------------------------- | ------ | -------------------------------- | ------ |
| Метання диска  | Лариса Михальченко УРСР Харківська обл. | 61,04  | Ірина Ятченко Білоруська РСР    | 59,60  | Ілга Шмейксте Латвійська РСР     | 59,52  |
| Метання молота | Алла Федорова Киргизька РСР             | 59,66  | Любов Васильєва Москва          | 59,12  | Лариса Штирогрішна Таджицька РСР | 57,46  |
| Метання списа  | Наталія Шиколенко Білоруська РСР        | 65,76  | Тетяна Шиколенко Білоруська РСР | 61,82  | Наталія Єрмолович Білоруська РСР | 61,12  |

## Медальний залік
| Команда        |   |   |   | Загалом |
| -------------- | - | - | - | ------- |
| Білоруська РСР | 2 | 2 | 2 | 6       |
| УРСР           | 2 | 0 | 0 | 2       |
| Киргизька РСР  | 1 | 0 | 0 | 1       |
| Литовська РСР  | 1 | 0 | 0 | 1       |
| Москва         | 0 | 2 | 1 | 3       |
| Узбецька РСР   | 0 | 1 | 0 | 1       |
| РРФСР          | 0 | 1 | 0 | 1       |
| Таджицька РСР  | 0 | 0 | 2 | 2       |
| Латвійська РСР | 0 | 0 | 1 | 1       |

## Командний залік
Командний залік офіційно не визначався — чемпіонат носив особистий характер.